# Technische Universität Zypern
Die Technische Universität Zypern (griechisch: Τεχνολογικό Πανεπιστήμιο Κύπρου or ΤΕ.ΠΑ.Κ.), (türkisch: Kıbrıs Teknik Üniversitesi), (englisch: Cyprus University of Technology (CUT) ) wurde 2004 als erste TU des Landes gegründet. Die Gebäude der Universität finden sich über das Stadtgebiet verteilt. Die medizinische Ausbildung erfolgt beispielsweise am General Hospital der Stadt.
An der Universität werden seit 2007 an fünf Fakultäten Studenten in griechischer und türkischer Sprache unterrichtet. Die Fakultäten sind:
- Geo- und Umweltwissenschaften
- Ökonomik
- Angewandte Künste und Kommunikationswissenschaften
- Ingenieur- und Technologiewesen
- Gesundheitswissenschaften